# 51 a. C.
El año 51 a. C. fue un año del calendario romano prejuliano. En la República romana, fue conocido como el año 703 Ab Urbe condita.

## Acontecimientos

### Por lugar

#### Roma
- Cónsules romanos: Marco Claudio Marcelo y Servio Sulpicio Rufo.
- Pompeyo exigió que Julio César depusiera su mando antes de poder presentarse al consulado.
- Cicerón denega el nombramiento de cónsul.

#### Egipto
- Primavera — El faraón Ptolomeo XII murió y fue sucedido por su hermana mayor superviviente Cleopatra VII y su hermano menor y cogobernante Ptolomeo XIII.

## Nacimientos
- Publio Sulpicio Quirino, gobernador romano de Siria.
- Emperador Cheng, de la dinastía Han de China (m. 7 a. C.)

## Fallecimientos
- Primavera — — El faraón Ptolomeo XII
- Posidonio de Apamea Filósofo estoico, geógrafo e historiador griego.